# Heliotropium stenophyllum
Heliotropium stenophyllum är en strävbladig växtart som beskrevs av William Jackson Hooker och Arn. Heliotropium stenophyllum ingår i Heliotropsläktet som ingår i familjen strävbladiga växter. Inga underarter finns listade i Catalogue of Life.